# Романиха (Пермский край)
Романиха — посёлок в Красновишерском районе Пермского края. Входит в состав Вишерогорского сельского поселения.

## Географическое положение
Расположен на правом берегу реки Вишера, при впадении в неё реки Большая Романиха, примерно в 16 км к северо-западу от центра поселения, посёлка Вишерогорск, и в 37 км к северо-востоку от центра района, города Красновишерск.

## Население
| 2010 |
| ---- |
| 71   |

## Улицы[2]
- Зырянова ул.
- Таёжная ул.

## Топографические карты
- Лист карты P-40-127,128 Красновишерск. Масштаб: 1 : 100 000. Состояние местности на 1982 год. Издание 1988 г.